# Динамо (футбольний клуб, Душанбе)
Футбольний клуб «Динамо» (Душанбе) або просто «Динамо» (тадж. Клуби футболи «Динамо» (Душанбе)) — таджицький професіональний футбольний клуб з міста Душанбе.

## Хронологія назв
- 1936–1959: «Динамо» (Сталінабад)
- 1960: «Прикордонник» (Сталінабад)
- 1961: «Прикордонник» (Душанбе)
- 1971–19??: «Динамо» (Душанбе)
- 1996—...: «Динамо» (Душанбе)

## Історія
Футбольний клуб було створено в 1936 році під назвою «Динамо» (Сталінабад). В 1937 році команда брала участь у розіграші Кубку СРСР, в 1946 році клуб дебютував у Другій лізі чемпіонату СРСР. В 1947 році грав у Першій лізі Чемпіонату СРСР. У 1948 році після реорганізації футбольних ліг СРСР був включений до розіграшу Вищої ліги, але після 2-го туру кількість команд у лізі була скорочена і «Динамо» продовжило виступи на аматорському рівні. В 1960 році клуб змінив назву на «Прикордонник», але в 1971 році повернувся до назви «Динамо» (Душанбе). На початку 1990-их років клуб було розформовано.
1996 року з ініціативи Міністерства внутрішніх справ Таджикистану ФК «Динамо» (Душанбе) було повторно засновано. У своєму дебютному сезоні у Вищій лізі Таджикистану команда здобула чемпіонський титул. У той час середній вік гравців команди становив 19 років. Цей успіх дозволив команді вперше у своїй історії взяти участь у Кубку чемпіонів Азії. 
У 2007 році клуб злився з новоутвореним «Ориєно» (Душанбе), зберігаючи при цьому свою первинну назву. «Динамо» (Душанбе) зіграло свій останній сезон у вищому дивізіоні у 2008 році, а потім продовжило свої виступи в нижчих дивізіонах національного чемпіонату.

## Досягнення
- Чемпіонат Таджицької РСР з футболу
  -  Чемпіон (7): 1937, 1949, 1950, 1951, 1953, 1955, 1958

- Кубок Таджицької РСР з футболу
  -  Володар (12): 1938, 1939, 1940, 1941, 1946, 1949, 1950, 1952, 1953, 1955, 1959, 1971

- Чемпіонат Таджикистану
  -  Чемпіон (1): 1996

## Статистика виступів у національних турнірах
| Сезон | Ліга | Ліга  | Ліга | Ліга | Ліга | Ліга | Ліга | Ліга | Ліга | Кубок Таджикистану | Бомбардир | Бомбардир | Тренер |
| Сезон | Див. | Міс.  | Іг.  | В    | Н    | П    | ЗМ   | ПМ   | О    | Кубок Таджикистану | Ім'я      | В лізі    | Тренер |
| ----- | ---- | ----- | ---- | ---- | ---- | ---- | ---- | ---- | ---- | ------------------ | --------- | --------- | ------ |
| 1996  | 1-ша | 1     | 30   | 23   | 4    | 3    | 93   | 24   | 73   |                    |           |           |        |
| 2003  | 1-ша | 11-те | 30   | 7    | 5    | 18   | 46   | 66   | 26   |                    |           |           |        |
| 2007  | 1-ша | 8-ме  | 20   | 6    | 4    | 10   | 33   | 38   | 22   |                    |           |           |        |
| 2008  | 1-ша | 6-те  | 40   | 16   | 11   | 13   | 56   | 50   | 59   |                    |           |           |        |

## Виступи на континентальних турнірах
| Сезон   | Змагання             | Раунд           |            | Клуб                | 1-й матч | 2-й матч | Разом |
| ------- | -------------------- | --------------- | ---------- | ------------------- | -------- | -------- | ----- |
| 1997–98 | Кубок чемпіонів Азії | Перший раунд    | Киргизстан | Металург (Кадамжай) | 1–2      | 3–0      | 4–2   |
| 1997–98 | Кубок чемпіонів Азії | Проміжний раунд | Узбекистан | Навбахор            | 0–3      | 2–1      | 2–4   |